# Twinkle
Twinkle (англ. twinkle — мерцание, мигание, мелькание) — это свободное программное обеспечение для совершения голосовых вызовов (VoIP) в IP-сетях, таких как интернет. Разработано для операционных систем Linux и использует инструментарий Qt для графического интерфейса пользователя. Для совершения вызовов служит SIP. Также возможны вызовы с одного IP-адреса на другой напрямую. Медиа-поток передается через протокол RTP, который может шифроваться с помощью безопасных протоколов SRTP и ZRTP.
Начиная с версии 1.3.2 (сентябрь 2008) Twinkle поддерживает обмен сообщениями и списками контактов, так же появилась возможность отправки извещений присутствия, показывающих онлайн-статус предопределенного собеседника (необходима поддержка поставщиком).

## Поддерживаемые аудиокодеки
- G.711 A-law: 64 кбит/с полезная нагрузка, 8 кГц частота дискретизации
- G.711 μ-law: 64 кбит/с полезная нагрузка, 8 кГц частота дискретизации
- G.726: 16, 24, 32 или 40 кбит/с полезная нагрузка, 8 кГц частота дискретизации
- GSM: 13 кбит/с полезная нагрузка, 8 кГц частота дискретизации
- iLBC: 13.3 или 15.2 кбит/с полезная нагрузка, 8 кГц частота дискретизации
- Speex narrow band: 15.2 кбит/с полезная нагрузка, 8 кГц частота дискретизации
- Speex wide band: 28 кбит/с полезная нагрузка, 16 кГц частота дискретизации
- Speex ultra wide band: 36 кбит/с полезная нагрузка, 32 кГц частота дискретизации